# マルクズ・ブイルク・カン
マルクズ・ブイルク・カン（モンゴル語: Marquz Buiruq Qan、? - 1100年）は、11世紀末頃に活躍したモンゴル高原中央部の遊牧民集団ケレイト部のカン。
漢文史料の『遼史』において「阻卜諸部長」として言及される磨古斯と同一人物であったと考えられている。『集史』などのペルシア語史料の表記ではمرغوز بویروق خان（Marghūz Būīrūq Khān）と表記される。

## 概要

### マルクズ登場以前のケレイト
ケレイト部族の前身は、『イェニセイ碑文』などに見える「九姓タタル国（toquz tatar eli）」、また『遼史』などの漢文史料で阻卜として言及される遊牧集団であったと考えられている。10世紀初めに興った契丹国（遼朝）はモンゴル高原の阻卜に幾度も出兵し、特に開泰元年（1012年）11月にはウイグル帝国の旧都オルド・バリク（窩魯朶城）を拠点に阻卜が兵を挙げたが、遼朝の蕭図玉らによって平定された。なお、この時反乱軍を率いた人物は「石烈太師阿里底」あるいは「七部太師阿里底」と表記されるが、「石烈」は「克烈（ケレイト）」の誤記、「七部太師」は『集史』の伝える「ケレイトに往昔一人の部族長がおり、七人の息子がいた……」という伝承に対応する称号と見る説があり、ケレイト部族長の遠祖と推定される。
一連の戦役を経てケレイトは一時遼朝に屈服したようで、重熙14年（1045年）には「阻卜大王屯禿古斯（トン・トクズ）が諸酋長を率いて来朝した」とされ、続いて重熙22年（1053年）にも馬や駱駝を献上したとの記録がある。これより、おおよそ30年にわたってケレイトと遼朝は良好な関係を維持した。

### マルクズの挙兵
しかし、大安年間までにモンゴル高原では「北阻卜酋長磨古斯」なる人物が登場し、大安5年（1089年）には遼朝より「阻卜諸部長」と認められた。この人物こそがペルシア語史料の『集史』でオン・カンの祖父として名が挙げられるマルクズ・ブイルク・カンに相当すると考えられている。
大安8年（1092年）、知西北路招討使事の耶律何魯掃古は耶睹刮を討伐するためマルクズに協力を要請したが、この時契丹軍が誤って磨古斯を攻撃したことをきっかけに、マルクズは遼に反抗するようになった。耶律何魯掃古はマルクズ討伐を図ったものの果たせずして帰り、大安9年（1093年）3月には都監の蕭張九がマルクズ討伐に派遣されたが敗戦を喫した。さらに、同年10月には耶律撻不也が新たに起用されるも、マルクズは偽りの投降を申し出て油断させたところを急襲し、敗北した耶律撻不也は戦死するに至った。
大安10年（1094年）3月、連年の敗戦を受けて遼朝は新たに耶律斡特剌を都統に、耶律禿朶を副統に、耶律胡呂を都監にそれぞれ任じ、マルクズ討伐のため派遣した。同年10月、耶律斡特剌・耶律那也・耶律特麼らは大雪の中マルクズ率いる軍団を補足し、斬首1千級余りを得る勝利を収めた。これによってマルクズは劣勢となり、同年12月および寿昌元年（1095年）7月にも耶律斡特剌がマルクズに勝利を収めたとの報告がなされた。
しかしマルクズの叛乱の完全平定にはまだ長い時間がかかり、遼軍によって遂にマルクズが捕らえられたのは寿昌6年（1100年）正月のことであった。マルクズは同年2月に遼の道宗の下に連行され、市中で磔にされたと伝えられている。

### マルクズの妻のクトクタイ
『集史』ケレイト部族志においてマルクズ自身の記録はさほど多くないが、マルクズの没後に妻のクトクタイが仇討ちを果たしたことについて下記の通り詳細に記述している。
なお、『集史』はマルクズを殺害したのをジョルジャの君主（＝金朝皇帝）としているが、上述の通りマルクズ＝磨古斯であるならば、「ヒタイの君主（＝遼朝皇帝）」が正しいことになる。

## サリク・カン
『集史』ケレイト部族志には見られないが、タタル部族志でのみ言及されるケレイト部族長として、サリク・カンという人物がいる。『集史』タタル部族志によると、サリク・カンはある時タタル首長の一人コリダイ・ダイル（Qōrïdāī Dāyīr）に不意を突かれて大敗を喫するも、ベテキン・ナイマン族のブイルク・カンの助けを得てタタル部族を破ったという。また、チンギス・カンと同時代のケレイト部族長オン・カンは「幼いころ母とともにタタル部の捕虜となったことがある」との記録があり、オン・カンがタタル部の捕虜になったのは、まさに上記サリク・カンの時代のことであったと考えられている。
このサリク・カンについて、ポール・ペリオはマルクズと同一人物と見て、「サリク・カン」がテュルク語名、「マルクズ」がネストリウス派キリスト教徒としての洗礼名であると論じ、日本の村上正二もこの説を支持している。
しかし、陳得芝は「オン・カンが幼いころタタル部の捕虜となった」逸話は1140年代ころの事件と推定されることから、『遼史』で寿昌6年（1100年）に死去したと記される磨古斯＝マルクズと同一人物とはみなせないと論じた。陳得芝はサリク・カンがマルクズの没後にケレイト部族長になった人物で、本来はサリク・カンこそがオン・カンの祖父であったが、「クルジャクス・カン」という称号を共有したことから息子と混同されたのであろう、と論じている。